# Жуйков, Виктор Мартенианович
Виктор Мартенианович Жуйков (род. 18 ноября 1947 в селе Сергеевка Пограничного района Приморского края) — советский и российский юрист. Доктор юридических наук, профессор. Профессор кафедры гражданского процесса юридического факультета МГУ им. М. В. Ломоносова. В 1988—2007 — заместитель председателя Верховного суда России. Заслуженный юрист Российской Федерации.

## Биография
Окончил юридический факультет Всесоюзного юридического заочного института (1974), кандидат юридических наук (тема диссертации: «Реализация конституционного права на судебную защиту»), доктор юридических наук (тема диссертации: «Теоретические и практические проблемы конституционного права на судебную защиту»), профессор.
- С 1969 служил в пограничных войсках.
- В 1974—1976 — народный судья Ступинского городского народного суда города Ступино Московской области.
- В 1976—1981 — народный судья Бабушкинского районного народного суда города Москвы.
- В 1981—1982 — член Московского городского суда.
- В 1982—1988 — член Верховного суда РСФСР[3].
- В 1988—2007 — заместитель председателя Верховного суда РСФСР (с 1991 — Российской Федерации).
- С декабря 2007 — заместитель директора федерального государственного научно-исследовательского учреждения «Институт законодательства и сравнительного правоведения при Правительстве Российской Федерации» по научной работе.

Член экспертного совета ВАК РФ по праву (с 2017).

## Труды
Автор большого числа научных трудов по проблемам права, в том числе:
- Судебная практика по гражданским делам (различные издания, редактор).
- О новеллах в гражданском процессуальном праве. М., 1996.
- Судебная защита прав граждан и юридических лиц. М., 1997.
- Проблемы гражданского процессуального права. М., 2001.
- Защита прав местного самоуправления в судах общей юрисдикции России. М., 2003.
- Судебная реформа: проблема доступа к правосудию. М., 2006.
- Комментарий к Жилищному кодексу Российской Федерации (постатейный). М., 2007 (редактор).
- Комментарий к Гражданскому процессуальному кодексу Российской Федерации. М., 2007 (редактор).
- Комментарий к Арбитражному процессуальному кодексу Российской Федерации. М., 2007 (в соавторстве).
- Комментарий к постановлениям Пленума Верховного Суда Российской Федерации по гражданским делам. М., 2008 (редактор).